# Hans Micheiloff
Hans Micheiloff (* 2. Juni 1936 in Dinklage; † 1993) war ein deutscher Tischtennisspieler. Er war zweifacher Deutscher Meister im Doppel.
Seine größten Erfolge erzielte Micheiloff während seiner Vereinszugehörigkeit zum VfL Osnabrück, dem er 1965 beitrat. Mit diesem Verein wurde er 1965/66 und 1967/68 Deutscher Mannschaftsmeister. 1968/69 gewann er mit Osnabrück die Deutsche Pokalmeisterschaft.
Bei den nationalen deutschen Meisterschaften siegte er 1968 und 1969 im Doppel jeweils zusammen mit Bernt Jansen. Im Einzel belegte er von 1966 bis 1968 dreimal in Folge Platz drei.
Zwischen 1964 und 1968 absolvierte Micheiloff 17 Länderspiele. Sein erstes bestritt er im März 1964 in Hilversum gegen die Niederlande, wo er sein Einzel gewann. Er nahm an den Weltmeisterschaften 1965 und 1969 teil. Dabei erreichte er 1969 mit Bernt Jansen im Doppel das Viertelfinale, das gegen die Japaner Kohno/Itoh verloren ging. 1966 und 1968 wurde er zur Europameisterschaft eingeladen, wo er 1966 im Doppel bis ins Viertelfinale kam.
Mitte der 1970er Jahre verließ er den VfL Osnabrück und schloss sich dem Verein TSG Burg Gretesch an. 1975 wurde Micheiloff geehrt, weil er bis dahin an allen norddeutschen Meisterschaften vertreten war.
Micheiloff sang als Tenor in Opern. Zeitweise betrieb er auch ein Sportartikelgeschäft. Er lebte in Osnabrück. 1993 starb er nach einer Krankheit.
Micheiloffs Neffe Klaus-Dieter Micheiloff war in den 1970er Jahren Oberligaspieler bei TuS Engter und VfL Osnabrück.

## Turnierergebnisse
| Verband | Veranstaltung       | Jahr | Ort       | Land | Einzel     | Doppel        | Mixed     | Team |
| ------- | ------------------- | ---- | --------- | ---- | ---------- | ------------- | --------- | ---- |
| FRG     | Europameisterschaft | 1966 | London    | ENG  |            | Viertelfinale |           |      |
| FRG     | Weltmeisterschaft   | 1969 | München   | FRG  | letzte 128 | Viertelfinale | letzte 64 |      |
| FRG     | Weltmeisterschaft   | 1965 | Ljubljana | YUG  | Qual       | Scratched     | Qual      | 10   |